# 741年
| 千纪： | 1千纪                                                                                           |
| 世纪： | 7世纪 \| 8世纪 \| 9世纪                                                                         |
| 年代： | 710年代 \| 720年代 \| 730年代 \| 740年代 \| 750年代 \| 760年代 \| 770年代                       |
| 年份： | 736年 \| 737年 \| 738年 \| 739年 \| 740年 \| 741年 \| 742年 \| 743年 \| 744年 \| 745年 \| 746年 |
| 纪年： | 辛巳年（蛇年）；唐（新罗）开元二十九年；日本天平十三年；渤海国大興四年                          |

## 大事记
- 唐玄宗在廣州城西設置蕃坊，供外國商人僑居，並設蕃坊司和蕃長進行管理。
- 後突厥汗國左殺判闕特勒兵攻殺登利可汗，更立其兄弟，俄而被骨咄葉護所殺，更立其弟；尋又殺其弟，骨咄葉護自立為可汗。
- 十二月，吐蕃陷石堡城(青海湟源县南)。

## 逝世
- 利奧三世（約675年－741年，66岁），東羅馬帝國伊蘇里亞王朝的創立者。
- 额我略三世，罗马教皇。
- 登利可汗，後突厥汗國可汗，毗伽可汗之子。